# Булея
Булея (англ. Bulyea) — село в канадській провінції Саскачеван. Булея вперше була заселена в 1882–1883 роках вихідцями з Великої Британії та Ірландії, а згодом прибули люди норвезького та німецького походження. Село було зареєстровано в 1909 році й назване ім'ям англ. George H. V. Bulyea, колишнього члена Законодавчих зборів Північно-Заходу, а пізніше й першого лейтенант-губернатора Альберти.

## Населення

### Чисельність
| 2001 | 2006 | 2011 | 2016 |
| ---- | ---- | ---- | ---- |
| 107  | 104  | 102  | 113  |